# Matt Mattox
Matt Mattox est un danseur, chorégraphe et pédagogue américain né à Tulsa (Oklahoma) le 18 août 1921 et mort le 18 février 2013 à Perpignan.

## Biographie
Après avoir suivi des cours de claquettes, Matt Mattox débute à Broadway en 1946 et danse dans de nombreuses comédies musicales, dans des films et des productions télévisées. Il devient l'une des figures incontournables de la danse jazz qu'il enseignait à la Joffrey Ballet School.
Arrivé à Londres en 1970, il y ouvre une école de danse, puis s'établit à Paris où il crée le Ballet Jazz Art avant de s'installer à Perpignan, dans les années 1980, où fondera son école dans laquelle il formera des centaines de danseurs.
Il rencontre à Londres  Annette Jalilova, danseuse puis sculptrice, qui deviendra sa compagne pendant onze ans et dont il aura un fils Maël Mattox, ingénieur du CNAM.